# Echeveria nodulosa
Echeveria nodulosa, a echeveria pintada, é uma planta da família Crassulaceae. É nativa do México (amplamente distribuída e bastante comum no norte de Oaxaca e no sul do Estado de Puebla).
Elas são relativamente livres de doenças.